# Николаев, Борис Николаевич
Борис Николаевич Николаев (27 ноября 1924, Щучинск — 26 сентября 2007, Омск) — советский и российский художник, график и живописец.

## Биография
Родился 27 ноября 1924 года в г. Щучинск Северо-Казахстанской области Казахской ССР.
С 1929 года жил в г. Омск. 1932—1942 гг. — учёба в общеобразовательной школе № 65. В 1942 г. — работа художником-оформителем в городском парке культуры.
1942—1947 гг. — служба в рядах Красной (далее — Советской) Армии. В 1943 году, после обучения в Иркутской топографической школе в качестве топографа — попал на Калининский фронт. С октября 1943 года до мая 1945 года служил в запасном артиллерийском полку.
1948—1952 гг. — учёба в Пензенском художественном училище им. К. А. Савицкого.
В 1952 г. — работа в Омском товариществе «Художник» и в художественно-производственных мастерских Омского отделения Художественного фонда РСФСР.
1953—1960 гг. — работает художником-оформителем художественных мастерских системы Облпромсовета.
1955 г. — первое участие в областной художественной выставке. 1962 г. — первое участие во Всесоюзной художественной выставке.
Член Союза художников СССР с 1965 года.
1970—1972 гг. — член правления Омской организации СХ РСФСР, член художественного совета, творческой секции. Последнее участие в выставке — 2005 г.
Скончался 26 сентября 2007 года в Омске. Похоронен на Западном кладбище.

## Семья
- Супруга — Майя Ивановна Нечаева (1931—2001).
  - Сыновья — Николай Николаев, Владимир Николаев, Алексей Николаев.

## Правительственные награды
Орден Отечественной войны II степени и одиннадцать медалей.

## Избранные работы
- «Портрет матери», 1955
- «Подгородка», 1957
- «На Красноярской ГЭС. Будни», 1963
- «В степи целинной», 1963
- «Мать», 1965
- «На семи ветрах», 1969
- «Достоевский Ф. М.», 1969
- «Бурный день», 1972
- «Сказка», 1974
- «Ромашки», 1980
- «Стожки», 1982
- «Над Иртышом», 1988
- «Омск зимний», 1995
- «Букет сирени», 2000